# Templo Jambay Lhakhang
El Templo Jampa Lhakhang (en tibetano: བྱམས་པ་ལྷ་ཁང, Wylie: byams pa, THL Jampé Lhakhang) o Templo de Maitreya está ubicado en Bumthang (Jakar) en Bután, y se dice que es uno de los 108 templos construidos por el rey tibetano Songtsen Gampo en el año 659 d. C. en un solo día, para atrapar a una ogresa en la tierra para siempre.  

## Leyenda
Se predijo que la gran demonio ogresa estaba causando la obstrucción de la propagación del budismo, y se construyeron templos en partes de su cuerpo que se extendieron por todo el Tíbet, Bután y las zonas fronterizas.  Los más conocidos de estos templos son Jokhang en Lhasa, Kichu en Paro, Bután y Jambay Lhakhang en el distrito de Bumthang, Bután.
Otros templos menos conocidos en Bután han sido destruidos, pero se cree que, entre otros, Könchogsum en Bumthang, Khaine en Lhuntse y dos templos en el distrito de Haa pueden formar parte de estos 108 templos. Jambay Lhakhang fue visitado por Padmasambhava y restaurado por el Rey Sindhu Raja. Ha sido reparado y reconstruido varias veces a lo largo del tiempo.